# Justin Long
Justin Jacob Long (Fairfield, Connecticut, 2 de junio de 1978) es un actor estadounidense, conocido por sus papeles en películas como Dodgeball: A True Underdog Story, Herbie: Fully Loaded, Jeepers Creepers, Waiting..., Accepted, Live Free or Die Hard, He's Just Not That Into You, Planet 51 y por series como Ed. También le dio voz al famoso personaje Spyro el Dragón en la serie Skylanders Academy (de la franquicia de videojuegos Skylanders) y al personaje Humphrey en la película Alpha and Omega de Crest Animations a un ordenador personificado de Macintosh en una campaña de Apple Inc.

## Biografía
Long nació en Fairfield, Connecticut y creció en una familia católica. Acudió al Fairfield College Preparatory School, un centro educativo jesuita. Su madre, Wendy Lesniak, es una actriz de teatro y su padre, R. James Long, es un profesor de Latín y Filosofía en la Universidad de Fairfield. Su abuela es siciliana.
Long tiene dos hermanos: uno mayor que él, Damian, que es actor y director de teatro local en la Weston High School, y uno menor, Christian, que apareció en la película Accepted. Long fue al Vassar College, donde fue miembro del grupo de teatro cómico y actuó en varias obras locales como Butterflies Are Free. Tras acabar sus estudios, trabajó en la Sacred Heart University en Fairfield, Connecticut como instructor de teatro de un grupo de niños.

## Carrera

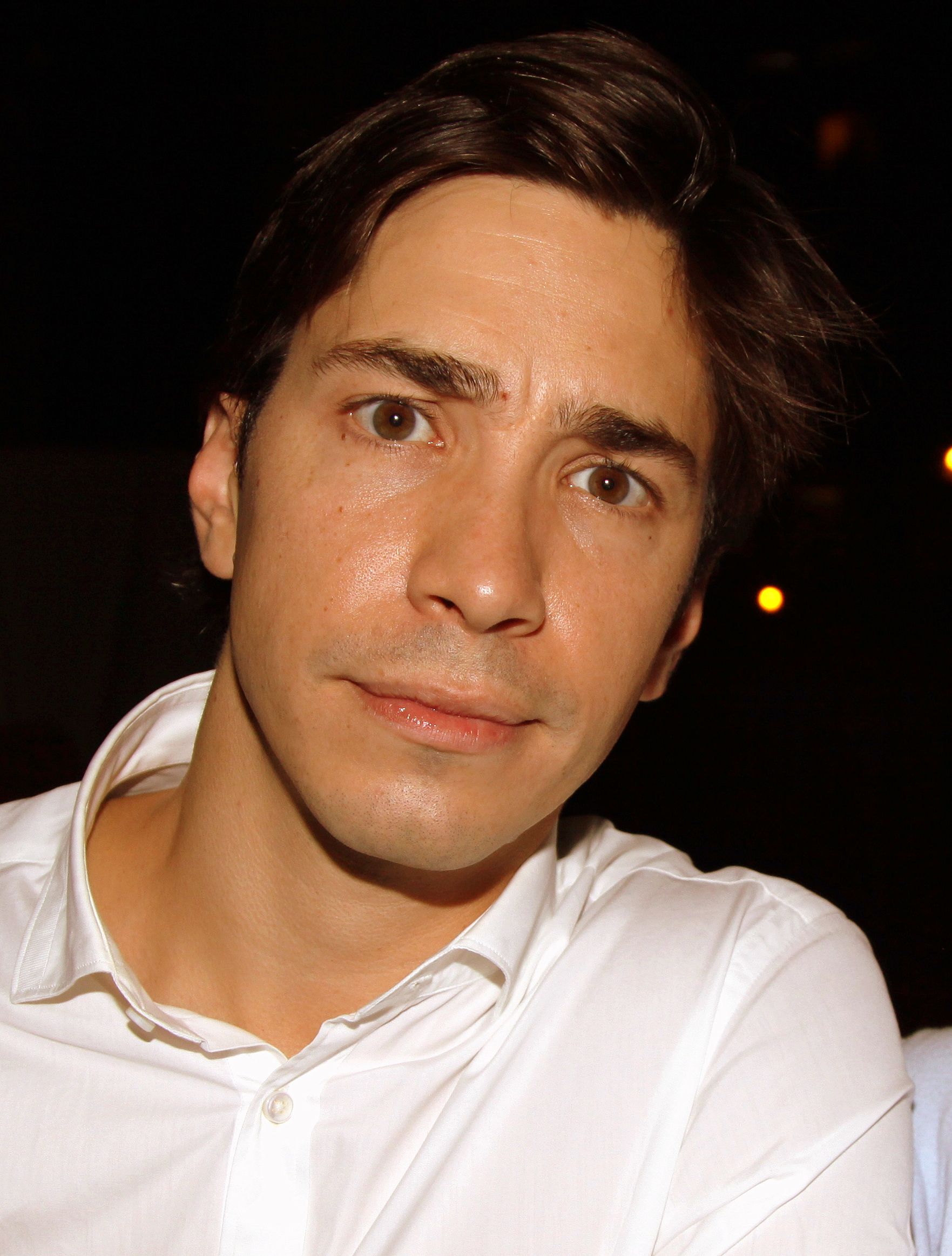
Long en 2011

Pronto Long sacó provecho de su amistad con el agente Devon O'Brien, que le consiguió un papel para un anuncio de Pepsi junto con Clint Eastwood.
Su carrera incluye películas como Jeepers Creepers, Waiting..., Dodgeball: A True Underdog Story, The Break-Up, Crossroads, Galaxy Quest, Dreamland, Alvin and the Chipmunks and Live Free Or Die Hard. Tuvo también un papel regular en la serie de la NBC Ed (2000–2004). 
En 2007, coprotagonizó con Bruce Willis: Live Free or Die Hard interpretando a un hacker y tuvo un papel en la película The Sasquatch Dumpling Gang.
Long también es conocido por protagonizar la campaña del Mac de Apple. La campaña personifica a Long como un Mac y a John Hodgman como un PC."
Long también tuvo un pequeño papel en la película de Kevin Smith Zack and Miri Make a Porno, donde interpreta a Brandon St. Randy, una estrella del porno gay. 
En 2009 obtuvo un papel relevante en la comedia romántica coral de Ken Kwapis ¿Qué les pasa a los hombres?, interpretando el personaje de Alex. En 2011 participó en el capítulo "Thanksgiving" de New Girl, junto a Zooey Deschanel.

## Vida Personal
A inicios de 2022, iniciaba una relación con la actriz Kate Bosworth, el cual unos 15 meses después oficializaba su compromiso matrimonial, en abril de 2023, un mes después se casaban y el 18 de julio de 2025, anunciaban el arribo de su primer hijo juntos.

## Filmografía

### Películas
| Año  | Película                                | Rol                    | Notas            |
| ---- | --------------------------------------- | ---------------------- | ---------------- |
| 1999 | Galaxy Quest                            | Brandon                |                  |
| 2001 | Happy Campers                           | Donald                 |                  |
| 2001 | Jeepers Creepers                        | Darry Jenner           |                  |
| 2002 | Crossroads                              | Henry                  |                  |
| 2003 | Jeepers Creepers 2                      | Darry Jenner           | Cameo            |
| 2004 | Raising Genius                          | Hal Nestor             |                  |
| 2004 | Hair High                               | Dwayne                 | Voz              |
| 2004 | Dodgeball: A True Underdog Story        | Justin                 |                  |
| 2004 | Wake Up, Ron Burgundy: The Lost Movie   | Chris Harken           |                  |
| 2005 | Robin's Big Date                        | Robin                  |                  |
| 2005 | Waiting...                              | Dean                   |                  |
| 2005 | Herbie: Fully Loaded                    | Kevin                  |                  |
| 2005 | The Sasquatch Gang                      | Zerk Wilder            |                  |
| 2006 | Dreamland                               | Mookie                 |                  |
| 2006 | The Break-Up                            | Christopher            |                  |
| 2006 | Accepted                                | Bartleby “B” Gaines    |                  |
| 2006 | Idiocracy                               | Doctor Lexus           |                  |
| 2007 | Live Free or Die Hard                   | Matt Farrell           |                  |
| 2007 | Battle for Terra                        | Senn                   | Voz              |
| 2007 | Alvin and the Chipmunks                 | Alvin                  | Voz              |
| 2007 | Walk Hard: The Dewey Cox Story          | George Harrison        | Sin acreditar    |
| 2008 | Strange Wilderness                      | Junior                 |                  |
| 2008 | Just Add Water                          | Spoonie                |                  |
| 2008 | Zack and Miri Make a Porno              | Brandon                |                  |
| 2008 | Pineapple Express                       | Justin                 | Escena eliminada |
| 2009 | He's Just Not That Into You             | Alex                   |                  |
| 2009 | Still Waiting...                        | Dean                   | Sin acreditar    |
| 2009 | Patriotville                            | Chase Revere           |                  |
| 2009 | Serious Moonlight                       | Todd                   |                  |
| 2009 | Youth in Revolt                         | Paul Saunders          |                  |
| 2009 | Arrástrame al infierno                  | Clay                   |                  |
| 2009 | Funny People                            | Himself                | Cameo            |
| 2009 | Planet 51                               | Lem                    | Voz              |
| 2009 | Dos canguros muy maduros                | Adam Devlin            |                  |
| 2009 | After.Life                              | Paul                   |                  |
| 2009 | Alvin and the Chipmunks: The Squeakquel | Alvin                  | Voz              |
| 2009 | Going the Distance                      | Garret                 |                  |
| 2010 | Megamind                                | Brainbots              | Voz              |
| 2010 | Alpha and Omega                         | Humphrey               | Voz              |
| 2011 | Ten Years                               | Marty Burn             |                  |
| 2011 | Alvin and the Chipmunks: Chip-Wrecked   | Alvin Seville          | Voz              |
| 2012 | Movie 43                                | Robin                  |                  |
| 2012 | Best Man Down                           | Scott                  |                  |
| 2013 | iSteve                                  | Steve Jobs             |                  |
| 2013 | A Case of You                           | Sam                    |                  |
| 2014 | Tusk                                    | Wallace Bryton         |                  |
| 2014 | Comet                                   | Dell                   |                  |
| 2014 | Ask me anything                         | Dan Gallo              |                  |
| 2015 | Alvin and the Chipmunks: The Road Chip  | Alvin Seville          | Voz              |
| 2016 | Yoga Hosers                             | El Maestro de Winnipeg |                  |
| 2016 | Lavender                                | Liam                   |                  |
| 2022 | Barbarian                               | AJ Gilbride            |                  |
| 2023 | Dear David                              | Bryce                  |                  |
| 2023 | It's a Wonderful Knife                  | Henry Waters           |                  |
| 2024 | The 4:30 Movie                          | Stank                  |                  |

### Series
| Año         | Serie                                  | Rol                                | Notas                         |
| ----------- | -------------------------------------- | ---------------------------------- | ----------------------------- |
| 2000 - 2004 | Ed                                     | Warren Cheswick                    | Protagonista (83 episodios)   |
| 2004 - 2010 | Jimmy Kimmel Live!                     | Él mismo (invitado)                | 5 episodios                   |
| 2005 - 2008 | Late Night with Conan O'Brien          | Él mismo (invitado)                | 3 episodios                   |
| 2005        | The Tony Danza Show                    | Él mismo (invitado)                | 1 episodio                    |
| 2005        | Punk'd                                 | Él mismo (invitado)                | 1 episodio                    |
| 2006        | Campus Ladies                          | Connor                             | 1 episodio                    |
| 2006 - 2007 | El rey de la colina                    | Troy/Adam/Profesor estudiante      | 3 episodios                   |
| 2006        | That 70's Show                         | Andrew Davis                       | 1 episodio                    |
| 2006 - 2010 | The Tonight Show with Jay Leno         | Él mismo (invitado)                | 3 episodios                   |
| 2007 - 2010 | Up Close with Carrie Keagan            | Él mismo (invitado)                | 5 episodios                   |
| 2007        | Rachel Ray                             | Él mismo (invitado)                | 1 episodio                    |
| 2008        | Caiga quien caiga                      | Él mismo                           | 1 episodio                    |
| 2008 - 2010 | Entertainment Tonight                  | Él mismo (invitado)                | 6 episodios                   |
| 2008        | The Oprah Winfrey Show                 | Él mismo (invitado)                | 1 episodio                    |
| 2009        | Ellen: The Ellen DeGeneres Show        | Él mismo (invitado)                | 1 episodio                    |
| 2009        | Crappy Holidays Presents...            | Escalador de montañas/Actor        | 2 episodios                   |
| 2009        | Rove Live                              | Él mismo (invitado)                | 1 episodio                    |
| 2009 - 2010 | HBO First Look                         | Él mismo (invitado)                | 2 episodios                   |
| 2009 - 2011 | The Late Late Show with Craig Ferguson | Él mismo (invitado)                | 2 episodios                   |
| 2009        | Le grand journal de Canal+             | Él mismo (invitado)                | 1 episodio                    |
| 2009 - 2010 | Late Night with Jimmy Fallon           | Él mismo                           | 2 episodios                   |
| 2009        | Saturday Night Live                    | Él mismo (invitado y publicitador) | 1 episodio                    |
| 2009        | Made in Hollywood                      | Él mismo                           | 1 episodio                    |
| 2010        | WWE Raw                                | Él mismo (invitado)                | 1 episodio                    |
| 2010        | The 7PM Show                           | Él mismo (invitado)                | 1 episodio                    |
| 2011 - 2012 | New Girl                               | Paul                               | 4 episodios                   |
| 2012        | Unsupervised                           | Gary                               | 13 episodios - (sin terminar) |
| 2013        | Mom                                    | Adam                               | 3 episodios                   |
| 2015-2021   | F is for Family                        | Kevin Murphy (Voz)                 | 16 episodios                  |
| 2023        | Goosebumps                             | Nathan Bratt                       | 10 episodios                  |